# 村上至孝
村上 至孝（むらかみ しこう、1910年10月31日 - 1987年4月17日）は、日本の英文学者、翻訳家。
1933年京都帝国大学文学部英文科卒、第三高等学校教授、1949年京都大学教養部教授、1959年大阪大学文学部英文科教授、1974年定年退官、名誉教授、龍谷大学教授、大手前女子大学教授。1983年勲二等瑞宝章受章。
17-19世紀英国文学を専攻し、サッカレーなどの長篇小説、ヘンリー・フィールディングの悪漢小説の翻訳を行い、ロマン主義詩人の研究を行った。

## 著書
- 『笑いの文学 スターンとスモレット』（研究社出版） 1955
- 『英国浪漫主義の黎明』（南雲堂不死鳥選書） 1956、増補改版1971
  - 新版『イギリス・ロマン主義の黎明』（南雲堂）1979
- 『長篇詩人ワーヅワス』（創文社） 1966
- 『イギリス新古典主義の詩 ドライデンからクーパーヘ』（研究社出版） 1973

### 共編著
- 『京大英語講座 第2 英文解釈と鑑賞 現代篇』（創元社） 1955
- 『現代作家英文演習』新訂版（富松尊博共著、中央図書出版社） 1963
- 『サンタヤナ 随想録』（研究社小英文叢書） 1990

### 翻訳
- 『ホラティウス書簡集』（田中秀央共訳、生活社） 1943
- 『ギボン自叙伝 わが生涯と著作との思ひ出』（ギボン、岩波文庫） 1943、復刊 1997ほか
- 『センチメンタル・ジャーニイ 独・伊を過りて』（ロレンス・スターン、弘文堂書房） 1947
- 『恋の未亡人 ヘンリ・エズモンド』（ウイリアム・サッカレー、新月社 上下 英米名著叢書） 1948
- 『緋文字』（ナサネール・ホーソン、世界文学社、世界文学叢書） 1948
- 『快盗一代記 ジョナサン・ワイルド』（ヘンリー・フイールディング、世界文学社、世界文学叢書） 1949
- 『田園日記』（メアリー・ラッセル・ミツトフオード、養徳社） 1949
- 『科学と近代世界』（アルフレッド・N・ホワイトヘッド、上田泰治共訳、創元社） 1954 /（著作集 第6巻）松籟社 1981 / 中公クラシックス 2025（中村昇 新版解説）
- 『創造的要素』（スティーヴン・スペンダー、深瀬基寛共訳、第1・2部 筑摩書房） 1956 - 1957、筑摩叢書（全1巻） 1965、復刊 1985ほか
- 『天国行の乗合馬車・永遠の瞬間』（E・M・フォースター、米田一彦共訳、英宝社 英米名作ライブラリー） 1957
- 『西洋文学の日本発見』（アール・マイナー、深瀬基寛・大浦幸男共訳、筑摩書房） 1959

## 論文
- <村上至孝